# پروژه سایبرسین
پروژه سایبرسین یک پروژه متعلق به کشور شیلی بود که از سال ۱۹۷۱ تا ۱۹۷۳ طی دوره ریاست جمهوری سالوادور آلنده اجرا شد. هدف از این پروژه ساخت یک سامانه تصمیم یار پراکنده و غیرمتمرکز بود تا در مدیریت اقتصاد ملی به کشور کمک کند. پروژه از ۴ مدول تشکیل می شد: شبیه ساز اقتصادی، نوعی نرم افزار مشتری برای چک کردن عملکرد کارخانه، اتاق فرمان و یک شبکه ملی از ماشین های تلکس که به یک کامپیوتر مِین فریم یا اصلی متصل بودند.
پروژه سایبرسین در زمان خود، روشی بر پایه تئوری مدول سیستم پایا داشت که برای طراحی سازمانی و تکنولوژی خلاقانه به کار می رفت: در این روش یک شبکه از ماشین های تلکس (سایبرنت) در تشکیلات تحت نظارت دولت حضور داشتند که اطلاعات را با دولت حاضر در سانتیاگو داد و ستد می کردند. اطلاعات حاضر در زمینه به نرم افزار الگوساز آماری (سایبر اِستراید) داده می شد که شاخص های تولید را کنترل می کرد. شاخص هایی همچون تدارکات مواد خام یا تعداد بالایی از غیبت های کارگران که حدودا در زمان واقعی باعث می شد تا در ابتدا به کارگران هشدار داده شود و در موقعیت های حاد تر اگر آن پارامترها بسیار از بازه تعیین شده تخطی می کردند این هشدار حتی به دولت مرکزی نیز داده می شد. اطلاعات همچنین به عنوان ورودی در نرم افزار شبیه ساز اقتصادی(CHECO، مخفف شبیه ساز اقتصادی کشور شیلی) نیز وارد می شد که دولت می توانست از آن برای پیشبینی احتمالی تصمیمات اقتصادی استفاده کند. در آخر یک اتاق فرمان پیشرفته (آپس روم) فضایی را آماده می کرد که در آن مدیران بتوانند داده های اقتصادی مرتبط را ببیند، پاسخ هایی امکان پذیر برای شرایط ضروری آماده کنند و توصیه و دستورات خود را به کارخانه ها و تشکیلاتی که در وضعیت اضطراری هستند با استفاده از شکبه تلکس انتقال دهند.
طراح اصلی سیستم یک دانشمند تحقیق در عملیات بریتانیایی به نام استافورد بیر بود و سیستم، نظریات او را در مورد سایبرنتیک های سازمان یافته در مدیریت صنعتی، در خود جای داده بود. یکی از اهداف اصلی سیستم، انتقال قدرت تصمیم گیرنده در تشکیلات صنعتی به نیروی کار بود تا بتواند خودگردانی کارخانه ها را بهبود بخشد.
پس از کودتا نظامی در ۱۱ سپتامبر ۱۹۷۳ سایبرسین منحل شد و اتاق فرمان آن نیز نابود شد.

## نام
نام پروژه به انگلیسی (Cybersyn) ترکیبی از دو واژه cybernetics و synergy است. از آنجایی که در اسپانیایی این نام عامه پسند نبود به آن Synco گفته می شد که هم سرواژه اسپانیایی Sistema de  INformación y Control  (سیستم اطلاعات و کنترل) بود و همینطور نوعی ایهام با کلمه اسپانیایی cinco داشت که به معنای شماره پنج است آن هم به این دلیل که به ۵ مرحله مدول سیستم پایایی که بیر طراحی کرده بود اشاره دارد.

## تاریخچه
استافورد بیر یک مشاور بریتانیایی در سایبرنتیک های مدیریتی بود. او همچنین از ایده آل های سوسیالیسم کشور شیلی در راستای نگه داری از سیستم دموکراتیک این کشور و خودگردانی کارگران به جای تحمیل نوعی سیستم شوروی محور حمایت می کرد. سیستمی که دستوراتی بالا به پایین و کنترلی داشت.
در جولای ۱۹۷۱، فرناندو فلورس، یک کارمند درجه بالا از شرکت توسعه تولیدات شیلی (CORFO) که تحت نظارت پدرو ووسکویچ بود، با بیر برای مشاوره گرفتن تماس گرفت. این مشاوره برای به کار گیری تئوری های بیر در مدیریت بخش تازه ملی شده اقتصاد شیلی بود. بیر این را یک فرصت عالی برای پیاده کردن ایده هایش در یک مقیاس ملی دید. علاوه بر مشاوره دادن، او اکثر کارهای مشاوره ای دیگر خود را کنار گذاشت و وقت بیشتری را برای چیزی که تبدیل به پروژه سایبرسین شد، صرف کرد. او اغلب برای همکاری با مجریان محلی به شیلی سفر می کرد و از مخاطب های شخصی خود برای کمک گرفتن از متخصصان فنی بریتانیایی استفاده می کرد.
برنامه اجرایی بسیار جسورانه بود و سیستم به یک مرحله پیشرفته ای از نمونه اولیه خود در شروع سال ۱۹۷۳ رسید.
سیستم تقریبا در اکتبر ۱۹۷۲ کارآمد بود حتی زمانی که حدود ۴۰۰۰۰ راننده کامیون معترض، خیابان های منتهی به سانتیاگو را مسدود کردند. با توجه به گفته های گوستاوو سیلوا ( منشی اجرایی انرژی در CORFO) ماشین های تلکس سیستم، به مدیریت انتقال منابع به درون شهر کمک شایانی کردند. این کار نیز فقط به کمک ۲۰۰ کامیون سرکوبگر انجام شد و از خسارت احتمالی که ممکن بود توسط ۴۰۰۰۰ راننده کامیون ایجاد شود جلوگیری کرد.

## سیستم
۵۰۰ ماشین تلکس استفاده نشده توسط دولت پیشین وجود داشت. هرکدام از آنها وارد کارخانه شدند.  در بخش کنترلی در سانتیاگو، هرروزه داده ها از هر کارخانه ای گرفته می شد و به یک کامپیوتر انتقال داده می شد (اعداد مختلفی همچون ورودی مواد خام، خروجی تولیدات و تعداد غایبین). این کامپیوتر نیز یک پیشبینی کوتاه مدت و اصلاحات لازم را اعمال می کرد. ۴ مرحله از کنترل ( کارخانه، شاخه، بخش، کل) به همراه یک فیدبک آلژدونیک در کار حضور داشت. اگر یک مرحله از کنترل مشکلی را در مدتی معلوم حل نمی کرد، مرحله ای بالاتر متوجه آن می شد. نتایج در اتاق فرمان مورد بحث قرار می گرفت و طرحی سطح بالا پیشنهاد می شد. شبکه ماشین های تلکس که سایبرنت نام داشت اولین عامل اجرایی سایبرسین بود و تنها عاملی بود که به طور مداوم توسط دولت آلنده استفاده می شد.
نرم افزار مورد استفاده در سایبرسین، سایبر اِستراید نام داشت و از فیلترینگ و کنترل بایِسی استفاده می کرد. این نرم افزار توسط مهندسین اهل شیلی در مشارکت با تیمی ۱۲ نفره از برنامه نویسان بریتانیایی نوشته شد. اولین بار سایبرسین روی IBM 360/50 اجرا شد اما بعدا به یک مِین فریم سبک تر که از باروز ۳۵۰۰ استفاده می کرد انتقال داده شد.
اتاق فرمانی فوق مدرن نیز توسط تیمی به سرپرستی گی بونسیِپه، که یک طراح رابط به شمار می آمد طراحی شد. این اتاق ۷ صندلی چرخ دار ( از لحاظ خلاقانه بودن بهترین تعداد بود)  به همراه چندین دکمه داشت که برای کنترل کردن چندین صفحه بزرگ طراحی شده بود. این صفحات، داده ها را به تصویر می کشیدند و چندین پنل دیگر نیز برای نشان دادن اطلاعات وجود داشت، هرچند این امکانات از لحاظ کارآمدی محدود بودند چرا که تنها،  نمودارهای از قبل آماده شده را نشان می دادند. این پنل ها نیز هرکدام شامل چندین صفحه بودند.
هدف، توزیع و پخش کنترل و دخیل کردن کارگران در برنامه ریزی کاری بود. طراحی بیشتر نوعی متمرکزسازی بوروکراسی کنترل بود که از طریق گزارش دهی پایین به بالا و جهت بالا به پایین انجام می شد. انتظار می رفت تا کارگران فرایندها را انجام دهند و از منابع در جهتی که خواسته شده و برنامه ریزی شده، استفاده کنند. هر انحراف بزرگی از مسیر نیز باید به بالا گزارش می شد و دستورات اصلاحی هم باید به پایین سرازیر می شد.
پروژه با مقداری جزئیات در ویرایش دوم کتاب های مغز شرکت و سکو برای تغییر از استافورد بیر آمده است. کتاب سکو برای تغییر شامل پیشنهاداتی در حوزه نوع آوری های اجتماعی نیز هست. همچون داشتن نمایندگانی از گروه های ذی نفع متفاوت درون یک مرکز کنترل.
یک توسعه مرتبط دیگر با این پروژه، پروژه سایبرفولک بود که به شهروندان اجازه می داد تا اطلاعاتی در مورد وضعیت روحی خود به سازمان دهندگان پروژه ارسال کنند.
- Left to right: the magnetic "Panel of the Future", two slide screens, and "Staffy", the remindere of the Viable Systems Model
- Left to right: "Staffy", the two "algedonic displays" and the four-screen Data Feed
- Close-up of the data Feed
- The two "algedonic displays", the four-screen Data Feed, and the black board. The control panels on the armrests are also visible.
- Panoramic video of the room

## زیبایی شناسی
در اتاق فرمان از صندلی های تولیپ استفاده شده بود که مشابه صندلی های مورد استفاده در برنامه علمی- تخیلی تلویزیونی کشور آمریکا یعنی Star Trek بود. البته با توجه به طراحان متفاوت، استایل صندلی ها تحت تاثیر جو فیلم های علمی تخیلی نبود.

## میراث
یک دانشمند علم کامپیوتر به نام پُل کاکشات و اقتصاددانی به نام آلین کاترل در کتابی که سال ۱۹۹۳، به نام پیش به سوی سوسیالیسم مدرن نوشتند، به پروژه سایبرسین اشاره کردند. در این کتاب گفته شد که این پروژه الهام بخش مدلی ابداعی از این دو نویسنده بوده است که در راستای اقتصاد سوسیالیستی کامپیوتر محور می باشد. نشریه گاردین در سال ۲۰۰۳ این پروژه را نوعی اینترنت سوسیالیستی که یک دهه از زمانش جلوتر بود، خطاب کرد.
نویسندگان لی فیلیپس و میچال رُزوُرسکی نیز بخشی از پروژه را در کتاب خود که در سال ۲۰۱۹ به نام جمهوری مردمی والمارت منتشر شد، اختصاص دادند. این نویسندگان موضوعی را ارائه کردند تا از امکان پذیری یک اقتصاد برنامه ریزی شده که توسط یک قدرت پیشران موقتی اداره می شود، دفاع کنند. این روش توسط سازمان های بزرگی همچون آمازون، والمارت و پنتاگون استفاده می شود. البته این نویسندگان اینکه پروژه سایبرسین تا چه حد می تواند زیربنا باشد را به چالش کشیدند. خصوصا در بخشی از کتاب گفته شد: " حتی اگر یک سیستم در وضعیت اضطراری استفاده شود ( مثل جنگ داخلی در یک کشور) و تعدادی از تشکیلات را درون خود جای داده باشد و تنها به طور جزئی یک وضعیت وخیم را بتواند بهبود ببخشد، می تواند در وضعیت های غیر بحرانی و آرام نیز در مقیاس جهانی مورد استفاده قرار بگیرد."  به خصوص که این پروژه به دلیل کودتای نظامی در سال ۱۹۷۳ تکمیل نشد و در ادامه با اصلاحاتی اقتصادی توسط پسران شیکاگو به کار گرفته شد.
نویسنده علمی تخیلی اهل شیلی به نام خورخه بارادیت یک رمان علمی تخیلی اسپانیایی زبان به نام سینکو را در سال ۲۰۰۸ منتشر کرد. این رمان یک نوع رمان تبدیل تاریخی از سال ۱۹۷۹ است که در آن بارادیت می گوید: " این کار جلوی کودتای نظامی را می گیرد، دولت سوسیالیستی با هم متحد می شوند و باعث ایجاد اولین وضعیت سایبرنتیکی می شود که یک مثال جهانی است، یک راه سوم حقیقی و یک معجزه." 
در اکتبر سال ۲۰۱۶، برنامه رادیویی ۹۹% آشکار، پادکستی در رابطه با پروژه برگزار کرد. پادکست رادیو آمبولانته نیز مقادیری از تاریخچه آلانده و پروژه سایبرسین را در قسمتی از برنامه خود به نام "اتاقی که یک مغز بود" در سال ۲۰۱۹ افشا کرد.
در مقاله ای در سال ۲۰۱۴ برای نشریه نیویورکر، روزنامه نویسی در حوزه تکنولوژی به نام اِوگِنی موروزوف مدعی شد که سایبرسین راه را برای کلان داده هموار کرده و پیشبینی کرده که بیگ تک چگونه کار می کند. او همچنین از نحوه استفاده از داده های اوبر و الگوریتم هایی برای مدیریت تدارکات و خواسته هایی برای خدمات دهی آن در دنیای امروزی به عنوان مثال استفاده کرد.

## همچنین ببینید
- الکساندر خارکویچ ، مدیر مؤسسه مشکلات انتقال اطلاعات در مسکو (بعدها مؤسسه خارکویچ) [۱]
- مقایسه نرم افزارهای دینامیک سیستم
- نقد اقتصاد سیاسی
- بحث محاسبات اقتصادی
- برنامه ریزی منابع سازمانی
- فرناندو فلورس
- تاریخ شیلی
- اینترنت
- برنامه ریزی تعادل مواد
- OGAS
- اقتصاد برنامه ریزی شده
- اقتصاد سوسیالیستی
- دینامیک سیستم
- مدل سیستم قابل اجرا
- سایبروکراسی

## لینک های خارجی
- ادن مدینه، انقلابیون سایبرنتیک: فناوری و سیاست در شیلی آلنده ، (کمبریج، ماساچوست: مطبوعات MIT، 2011). بایگانی‌شده  در ۱۶ مه ۲۰۱۷ توسط Wayback Machine
- ادن مدینه، «طراحی آزادی، تنظیم یک ملت: سایبرنتیک سوسیالیستی در شیلی آلنده». بایگانی‌شده  در ۲۷ ژوئن ۲۰۱۷ توسط Wayback Machine مجله مطالعات آمریکای لاتین 38 (2006): 571-606. بایگانی‌شده  در ژوئن ۲۷, ۲۰۱۷ توسط Wayback Machine   (pdf)
- درس های آبجو استافورد
- میراث CeberSyn در قرن XXI
- "بازسازی" چند رسانه ای CyberSyn
- قبل از کودتای 73، شیلی تلاش کرد تا نرم افزار مناسب برای سوسیالیسم را بیابد، نوشته الکسی باریونوو. مجله نیویورک تایمز. 28 مارس 2008
- داستان فراموش شده «اینترنت سوسیالیستی» شیلی
- آینده پژوهی، تخیلی و علمی تخیلی - سرگردان و الهام بخش در BoingBoing
- پروژه سایبرسین | varnelis.net
- Rhizome.org: پروژه Cybersyn
- استفورد بیر، و اینترنت سالوادور آلنده، و رمان دیستوپیایی
- رایگان به عنوان در آبجو: داستان های علمی تخیلی سایبرنتیک
- ماشین برنامه ریزی در نیویورکر
- اینترنت سوسیالیستی آلنده در فلفل قرمز
- تأثیرات شبکه: رائول اسپخو بر سوسیالیسم سایبرنتیک در شیلی سالوادور آلنده ، کریستن آلفارو با رائول اسپیخو برای منطق مصاحبه می‌کند. 1 ژانویه 2019.